# Samy Merheg
Samy Habib Merheg Enciso (in arabo سَامِي حَبِيب مُرْهِج‎?; Pereira, 6 dicembre 2006) è un calciatore colombiano naturalizzato libanese, attaccante del Deportivo Pereira e della nazionale libanese.

## Biografia
Nato in Colombia, ha origini libanesi dal ramo paterno.

## Carriera

### Club
Ha iniziato a giocare in Libano nella della Koura Football Academy, per poi rientrare in Colombia dove ha giocato con Tecnofútbol e Mi Nueva Tolima. Nel 2022 è entrato a far parte del settore giovanile del Rosario Central ma dopo un solo anno è passato al Deportivo Pereira. Ha debuttato a livello professionistico il 18 febbraio 2024 nell'incontro di Categoría Primera A vinto 1-0 contro l'Ind. Santa Fe.

### Nazionale
Ha giocato nelle nazionali giovanili libanesi Under-16 ed Under-20.
Il 5 novembre 2024 ha ricevuto la prima convocazione con la nazionale maggiore libanese, ed il 14 novembre ha debuttato nell'incontro amichevole pareggiato 0-0 contro la Thailandia. Cinque giorni dopo ha realizzato una doppietta nella partita vinta 3-2 contro la Birmania.

## Statistiche

### Presenze e reti nei club
Statistiche aggiornate al 25 marzo 2025.
| Stagione        | Squadra           | Campionato      | Campionato | Campionato | Coppe nazionali | Coppe nazionali | Coppe nazionali | Coppe continentali | Coppe continentali | Coppe continentali | Altre coppe | Altre coppe | Altre coppe | Totale | Totale | Totale |
| Stagione        | Squadra           | Comp            | Pres       | Reti       | Comp            | Pres            | Reti            | Comp               | Pres               | Reti               | Comp        | Pres        | Reti        | Pres   | Reti   |        |
| --------------- | ----------------- | --------------- | ---------- | ---------- | --------------- | --------------- | --------------- | ------------------ | ------------------ | ------------------ | ----------- | ----------- | ----------- | ------ | ------ | ------ |
| 2024            | Deportivo Pereira | A               | 3          | 0          | CC              | 2               | 0               | -                  | -                  | -                  | -           | -           | -           | 5      | 0      |        |
| 2025            | Deportivo Pereira | A               | 3          | 0          | CC              | 0               | 0               | -                  | -                  | -                  | -           | -           | -           | 3      | 0      |        |
| Totale carriera | Totale carriera   | Totale carriera | 6          | 0          |                 | 2               | 0               |                    | -                  | -                  |             | -           | -           | 8      | 0      |        |

### Cronologia presenze e reti in nazionale
| Cronologia completa delle presenze e delle reti in nazionale ― Libano | Cronologia completa delle presenze e delle reti in nazionale ― Libano | Cronologia completa delle presenze e delle reti in nazionale ― Libano | Cronologia completa delle presenze e delle reti in nazionale ― Libano | Cronologia completa delle presenze e delle reti in nazionale ― Libano | Cronologia completa delle presenze e delle reti in nazionale ― Libano | Cronologia completa delle presenze e delle reti in nazionale ― Libano | Cronologia completa delle presenze e delle reti in nazionale ― Libano |
| Data                                                                  | Città                                                                 | In casa                                                               | Risultato                                                             | Ospiti                                                                | Competizione                                                          | Reti                                                                  | Note                                                                  |
| --------------------------------------------------------------------- | --------------------------------------------------------------------- | --------------------------------------------------------------------- | --------------------------------------------------------------------- | --------------------------------------------------------------------- | --------------------------------------------------------------------- | --------------------------------------------------------------------- | --------------------------------------------------------------------- |
| 14-11-2024                                                            | Rangsit                                                               | Thailandia                                                            | 0 – 0                                                                 | Libano                                                                | Amichevole                                                            | -                                                                     | 82’                                                                   |
| 19-11-2024                                                            | Yangon                                                                | Birmania                                                              | 2 – 3                                                                 | Libano                                                                | Amichevole                                                            | 2                                                                     | 74’                                                                   |
| 12-12-2024                                                            | Doha                                                                  | Kuwait                                                                | 1 – 2                                                                 | Libano                                                                | Amichevole                                                            | 1                                                                     |                                                                       |
| 15-12-2024                                                            | Doha                                                                  | Kuwait                                                                | 0 – 2                                                                 | Libano                                                                | Amichevole                                                            | -                                                                     | 45’ 84’                                                               |
| 20-3-2025                                                             | Al Khawr                                                              | Libano                                                                | 4 – 0                                                                 | Timor Est                                                             | Amichevole                                                            | 2                                                                     |                                                                       |
| 25-3-2025                                                             | Al Wakrah                                                             | Libano                                                                | 5 – 0                                                                 | Brunei                                                                | Qual. Coppa d'Asia 2027                                               | 1                                                                     | 74’                                                                   |
| Totale                                                                |                                                                       | Presenze                                                              | 6                                                                     |                                                                       | Reti                                                                  | 6                                                                     |                                                                       |